# Agrostis preslii
Agrostis preslii é uma espécie de gramínea do gênero Agrostis, pertencente à família Poaceae.